# 1340-ві до н. е.

## Правителі
- фараон Єгипту Аменхотеп IV Ехнатон;
- цар Міттані Шуттарна III;
- цар Ассирії Ашшур-убалліт I;
- цар Вавилонії Бурна-Буріаш II;
- цар Хатті Суппілуліума I.